# Paralocris rubra
Paralocris rubra är en insektsart som beskrevs av Victor Lallemand 1949. Paralocris rubra ingår i släktet Paralocris och familjen spottstritar. Inga underarter finns listade i Catalogue of Life.